# 캡틴 아메리카: 시빌 워
《캡틴 아메리카: 시빌 워》(영어: Captain America: Civil War)는 마블 스튜디오가 제작하고 월트 디즈니 스튜디오스 모션 픽쳐스가 배급한 2016년 미국 슈퍼히어로 영화로 마블 코믹스의 캡틴 아메리카에 기초하여 만들어졌다. 이 영화는 2011년 개봉한 캡틴 아메리카: 퍼스트 어벤저와 2014년 개봉한 캡틴 아메리카: 윈터 솔져의 후속편으로 마블 시네마틱 유니버스의 열 세번째 영화이다. 루소 형제가 감독하고, 크리스토퍼 마커스 & 스티븐 맥필리가 각본을 맡았다. 주요 배우에는 크리스 에반스, 로버트 다우니 주니어, 스칼렛 조핸슨, 세바스티안 스탄, 앤서니 매키, 돈 치들, 제레미 레너, 채드윅 보즈먼, 폴 베타니, 엘리자베스 올슨, 폴 러드, 에밀리 밴캠프, 톰 홀랜드, 프랭크 그릴로, 윌리엄 허트, 다니엘 브륄 등이 있다. 이 영화는 어벤저스의 구조를 두고 스티브 로저스가 이끄는 팀과 토니 스타크가 이끄는 팀이 대립하는 것을 주 내용으로 하고 있다.
제작 논의는 2013년 말에 마커스와 맥플리가 스크린플레이에 대해 제작하면서 시작되었다. 그들은 2006년에 발간된 만화책인 시빌 워의 줄거리를 차용하는 한편, 3부작 영화를 완성하기 위해 이전 캡틴 아메리카 영화들의 이야기와 내용에도 초점을 맞추었다. 전작 윈터 솔져의 점검 영상이 긍정적인 반응을 이끌어내자, 루소 형제는 2014년 초 감독에 복귀했다. 영화의 제목과 전제는 2014년 10월에 공개되었다. 로버트 다우니 주니어가 같은 달 배역에 선정되었고, 11월 추가적으로 다른 인물들이 참여했다. 2015년 4월 조지아주의 파예테 군에 위치한 파인우드 스튜디오스에서 기본 촬영을 완료했고, 애틀랜타 도심에서 촬영이 이어졌으며 2015년 8월 독일에서 촬영이 완료되었다. 영화는 IMAX의 디지털 2D 카메라를 처음 사용한 작품이다. 시각 효과는 후반 작업 과정 동안 이루어졌으며 20개의 서로 다른 스튜디오에서 시각 효과를 제공했다.
이 영화는 2016년 4월 12일 로스앤젤레스에서 처음 개봉했고, 2016년 5월 6일 3D와 IMAX 3D로 미국에서 개봉했다. 영화는 전세계에서 11억 달러의 수익을 벌어들여 2016년 영화 중 최고 매출을 기록했다.

## 줄거리
1991년, 세뇌된 슈퍼 군인 제임스 "버키" 반스는 시베리아의 히드라 기지에서 파견되어 슈퍼 군인 혈청 케이스를 운반하는 자동차를 가로막는다. 현재 울트론이 소코비아에서 어벤저스에게 패한 지 약 1년 후, 스티브 로저스, 나타샤 로마노프, 샘 윌슨, 완다 막시모프는 라고스의 실험실에서 생물학적 무기를 훔치는 브록 럼로우를 막는다. 럼로우는 로저스를 죽이려고 시도하면서 폭발한다. 막시모프는 텔레키네틱 방식으로 폭발을 우회하여 실수로 인근 건물을 파괴하고 그 과정에서 와칸다 인도주의 노동자 몇 명을 죽였다.
미국 국무장관 로스는 어벤져스에게 UN이 팀을 감독하고 통제할 UN 패널을 구성할 소코비아 어코즈를 통과할 준비를 하고 있다고 알린다. 어벤저스는 분열되어 있다. 토니 스타크는 울트론의 생성과 소코비아의 황폐화에서 자신의 역할 때문에 감독을 지원하는 반면 로저스는 정치인의 판단보다 자신의 판단을 더 믿는다. 한편 헬무트 제모는 반스의 오래된 히드라 조련사를 추적하여 죽이고 반스의 세뇌를 활성화하는 트리거 단어가 포함된 책을 훔친다. 협정이 비준될 비엔나에서 열린 유엔 회의에서 폭탄이 와칸다의 트차카 왕을 죽인다. 보안 영상에 따르면 폭격기는 트차카의 아들 트찰라가 죽이겠다고 맹세한 반스이다. 샤론 카터로부터 반스의 행방과 그를 죽이려는 당국의 의도를 알게 된 로저스는 어린 시절 친구이자 전쟁 동지인 반스를 직접 데려오기로 결정한다. 로저스와 윌슨은 반스를 부쿠레슈티까지 추적하고 트찰라와 당국으로부터 그를 보호하려고 시도하지만 트찰라를 포함한 네 명 모두 부쿠레슈티 경찰과 제임스 로즈에 의해 체포된다.
반스를 인터뷰하기 위해 파견된 정신과 의사로 가장한 제모는 반스의 세뇌를 활성화하는 말을 낭송한다. 그는 반스에게 질문을 한 다음 자신의 탈출을 막기 위해 그를 난동으로 보낸다. 로저스는 반스를 멈추고 몰래 빠져 나간다. 반스가 정신을 차렸을 때 그는 제모가 진짜 비엔나 폭격기이며 세뇌된 다른 윈터 솔저스가 극저온 정체 상태에 있는 시베리안 히드라 기지의 위치를 원했다고 설명한다. 제모를 체포할 수 있는 승인을 기다리지 않으려는 로저스와 윌슨은 악당이 되어 막시모프, 클린트 바턴, 스콧 랭을 모집한다. 로스의 허락을 받아 스타크는 로마노프, 트찰라, 로즈, 비전 및 피터 파커로 구성된 팀을 구성하여 배신자를 체포한다. 스타크의 팀은 라이프치히/할레 공항에서 로저스의 그룹을 가로채서 로마노프가 로저스와 반스가 탈출하도록 허용할 때까지 싸운다. 로저스와 반스가 탈출하는 동안 로즈는 실수로 비전에 의해 격추되어 부분적으로 마비된다. 나머지 로저스 팀은 래프트 감옥에 체포되어 구금되고 로마노프는 추방된다.
스타크는 반스가 제모에 의해 모함되었다는 증거를 발견하고 윌슨에게 로저스의 목적지를 제공하도록 설득한다. 로스에게 알리지 않고 스타크는 시베리안 히드라 시설로 가서 로저스 및 반스와 휴전을 맺는다. 제모는 1991년 반스가 가로챈 자동차에 반스가 나중에 살해한 스타크의 부모가 포함되어 있음을 보여주는 영상을 보여준다. 로저스가 이것을 그에게 숨기는 것에 분노한 스타크는 둘 다 켜서 스타크가 반스의 로봇 팔을 파괴하고 로저스가 스타크의 갑옷을 비활성화하는 격렬한 싸움으로 이어진다. 로저스는 반스와 함께 방패를 남겨두고 떠난다. 어벤저스의 행동으로 소코비아에서 가족의 죽음을 성공적으로 분쇄하여 가족의 복수를 한 것에 만족한 제모는 자살을 시도하지만 트찰라에 의해 제지되어 당국으로 이송된다.
여파로 스타크는 로즈에게 그가 다시 걸을 수 있도록 외골격 다리 보조기를 제공하고 로저스는 동맹국을 뗏목에서 분리한다. 학점 중간 장면에서 와칸다에 망명한 반즈는 세뇌에 대한 치료법이 발견될 때까지 극저온 수면으로 돌아가기로 선택한다. 학점 후 장면에서 파커는 스타크가 그를 위해 만든 웹 슈터의 기능을 탐색한다.

## 대립 팀

### 팀 아이언맨
- 리더: 아이언맨(토니 스타크)
- 팀원: 블랙 위도우(나타샤 로마노바), 스파이더맨(피터 파커), 비전(자비스), 블랙팬서(티찰라), 워머신(로디 중령)

### 팀 캡틴 아메리카
- 리더: 캡틴 아메리카
- 팀원: 윈터 솔져(버키 반즈), 팔콘(샘 ), 스칼렛 위치(완다 막시모프), 앤트맨(스콧 랭)

### 팀 토르(카메오)
- 리더: 토르
- 팀원: 발키리, 헐크, 로키

## 등장 슈트
- 아이언맨 MK.46

-MK.45와 외형은 거의 비슷하며 아크리액터 부분이 약간 변경되었다. 신기능으로는 헬멧이 완전 계패되며 슈트 여러곳에 카메라를 달아 캡틴 아메리카의 전투를 분석해 카운터를 날리기도 했다.
- 블랙 팬서

-블랙팬서 1에 등장하는 슈트와 외형은 거의 비슷하고 솔로무비의 슈트와 차이점은 작은 금속 알갱이 같은게 없으며 나노입자를 사용하는 것도 아니고 물리 에너지를 축적하여 한번에 내보내는 기능도 없다.
- 스파이더맨 스타크 슈트

-우리가 아는 스파이더맨 슈트의 디자인이다. 왕초보 모드를 사용하면 인공지능 캐런(피터가 붙여줌)을 사용할 수 있고, 576가지의 거미줄을 사용할 수 있다. 스파이더맨: 홈커밍의 메인 슈트이다.
- 블랙 위도우

-전작과 매우 비슷하다. 신체에서 발광하는 선을 없애고 올 블랙 색상으로 변경되었다. 전작과 기능도 거의 비슷하지만 전기 스틱이 빠지고 몽둥이로 대채되었다.
- 워머신 MK.3

-영화 중반부 캡틴의 난동부터 공항전투까지 등장했다. 비전의 레이저에 맞아 추락해서 로드 중령은 하반신 마비가 되어버렸다. 신기능으로는 음파, 전기 스틱, 리펄서 빔이다.
- 비전

-몸 그자체로 슈트를 만들었기 때문에 없다.
- 캡틴 아메리카

-어벤져스: 에이지 오브 울트론때와 외형은 복부쪽의 색이 어두워진것을 제외하고 모두 같다. 어벤져스: 에이지 오브 울트론때의 자기력 장치는 완전히 제거했도 공항전투부터 어깨를 자세히 보면 "A" 로고를 제거했다. 어벤져스: 인피니티 워에도 별 무늬를 제거하고 너덜너덜해진 이 슈트를 입고 등장했다
- 호크 아이

-어벤져스 1편처럼 팔이 노출되어 있지만 한쪽 팔만 노출되어있다. 신기능으로는 활이 막대기로 변한다. 휘두룰때 신기한 소리가 난다. 스틱이 추가되었다. 완다의 방에서 비전과 싸우다가 부러졌다.
- 완다 막시모프

-어벤져스 2편의 마지막 부분부터 입던 코스튬이다. 붉은 가죽자캣, 마블 코믹스에서 나오는 완다의 모자모양이 새겨진 벨트를 착용한다. 이것은 인피니티 워, 엔드게임에서도 나온다.
- 팔콘

-앤트맨 때와 비슷하다. 레드윙, 총기류 등을 사용한다.
- 버키 반즈

-윈터 솔져때랑 비슷하다. 금속 팔만 내놓은 자캣을 입고 싸운다.
- 앤트맨

-헬멧이 약간 바뀌고 전체적인 색이 약간 밝아졌다.

## 배역
- 크리스 에반스 - 스티브 로저스 / 캡틴 아메리카

어벤저스에서 규제에 반대하는 팀의 리더이며, 제2차 세계 대전의 참전 영웅을 인간의 신체 능력을 극대화시킨 인물이다. 그는 생명 활동이 정지된 채 얼음에 갇혔고, 현대 세계에서 다시 깨어났다. 감독 앤서니 루소는 영화 내 캡틴 아메리카의 성격을 "가장 열광적인 군인"에서 "의지력 강한 선전원", 그리고 영화 끝에서는 반군으로 묘사했다. 만화책의 이야기와는 달리 영화에서 스티브 로저스는 절대 죽지 않는데, 감독이 그것은 쉬운 결말이라며 "가족을 떠나는 더 복잡하고 더 흥미로운 방식은 과연 이 중요한 관계가 복구될 것인가, 그리고 이 가족이 영원히 분열될 것인가?"라고 생각했다. 그가 이 역할을 맡기 위해 에반스가 받은 훈련과 식이요법에는 "일반적인 바디웨이트와 보디빌딩", 체조, 근육 운동이 있으며 심장 관련 운동과 고단백 식단을 배제했다고 했다. 영화에 등장하는 그의 코스튬은 색깔을 비롯해 모든 것에서 미묘한 변화를 주었고, 윈터 솔져와 어벤져스: 에이지 오브 울트론에 나온 슈트를 합친 스텔스 기능의 슈트가 되었다.
- 로버트 다우니 주니어 - 토니 스타크 / 아이언맨

어벤저스에서 규제에 찬성하는 팀의 리더이며 그 스스로 천재, 억만장자, 바람둥이, 자선가로 묘사한다. 그는 전자기계학적 슈트를 개발하기도 했다. 앤서니 루소는 스타크의 병적인 자기중심주의가 작가들에게 "그가 올바른 일을 해야한다고 믿는 부분에서 정부에 굴복할 수 밖에 없는 삶의 지점을 찾게 하는 것"을 허용했다고 말했다. 조 루소는 스타크가 에이지 오브 울트론에서 본 환상들로 인해 그가 매우 구체적인 결정을 내리는데 기여하는 복합적인 죄의식을 가지게 되며 그의 감정은 매우 복잡하다고 덧붙였다. 로버트 다우니 주니어의 개인 지도자인 에릭 오람은 로저스에게 한방 먹이기 위한 기술은 "싸움에서 이기기 위해 아이언맨이 최소한의 힘을 쓰는 것을 보여주는 것"이라고 언급했다. 마블은 다우니의 역할이 더 작아지기를 원했으나 "다우니는 스타크가 영화의 계획에서 더 부차적인 역할을 가지기를 원했다." 버라이어티는 다우니가 그의 참여로 4,000만 달러를 받았으며 윈터 솔져보다 더 뛰어난 실적을 거둘 경우 추가 비용을 받기로 결정했다.
- 스칼렛 요한슨 - 나타샤 로마노바 / 블랙 위도우

스타크와 연합한 어벤저로 S.H.I.E.L.D.에서 훈련받은 뛰어난 냉전시대의 스파이이다. 앤서니 루소는 영화에서 그녀의 분열된 충성에 주목하는데, 그는 "그녀의 머리는 토니의 편을 들고 있지만, 그녀의 마음은 더 많은 방식에서 캡틴에게 가 있다"고 말했다. 조핸슨은 로마노프가 그녀의 위치에 대해 전략적으로 계획하기를 바라며 무엇이 벌어지고 있는 지에 대해 더 나은 관점을 가지기 위해 그녀가 이를 해결할 때까지 싸우며 그녀의 능력을 발휘할 수 있는 위치로 이끈다고 덧붙였다. 어벤져스: 에이지 오브 울트론 사건 이후 그녀의 상황에 대해 조핸슨은 "제가 생각하기에 위도우의 과거는 언제나 그녀의 뇌리에서 떠나지 않을 겁니다. 그녀는 앞으로 나아가려고 하고, 그녀의 삶의 조각을 주우려고 노력하죠."라고 말했다. 그녀는 로마노프가 스스로 결정을 만들 수 있는 삶의 지점에 있으며 다른 사람들이 결정을 도와주는 시기가 지났다고 말했다. 윈터 솔져에서 로마노프와 로저스 사이의 관계에 대한 지속성에 대해 조 루소는 로마노프가 로저스에게 팀이 저지른 실수들을 지적하며 "그가 본대로 팀이 흑백논리에 휩싸이지 않고," 어벤져스가 "해체되지 않기 위해 체계 속에서 일하는 방식을 찾아야 한다고" 설득하는 방식으로 관계를 시험해보기를 원하는 것이라 말했다.
- 세바스티안 스탠 - 버키 반스 / 윈터 솔저

하이드라에게 세뇌를 당했으며 육체적으로 강화된 암살자이자 로저스와 연합한 인물이다. 제2차 세계 대전 당시 사망한 줄 알았으나 재등장한 로저스의 가장 친한 친구이기도 하다. 이러한 묘사는 반즈와 윈터 솔져의 혼합물로, 스탄은 "당신이 둘을 합칠 때 나타나는 남자가 있습니다. 이것이 우리가 생산해낸 것이죠. 저에게 그는 버키 반즈가 다시는 되고 싶지 않은 인물입니다. 그에 대해 이해할만한 것들이 있을 테지만 윈터 솔져로써 그가 걸어온 길은 언제나 그곳에 있으며 그를 끝까지 쫓아다니겠죠."라고 말했다. 이러한 설정으로 이 인물은 윈터 솔져 이야기를 더 많이 따른다.
- 앤서니 매키 - 샘 윌슨 / 팔콘

로저스와 힘을 합친 어벤저로 옛 미국 공군 낙하산 구조반의 일원이었으며 특수 제작된 윙 팩을 사용하는 공중전을 군대에서 훈련받았다. 윌슨은 레드윙이라 불리는 로봇 무인기의 지원을 받는다. 윌슨과 로저스의 관계에 대해 논의하며 매키는 "팔콘과 캡 사이에서 가장 멋있는 것은 서로에 대한 존경이 있다는 것입니다. 존경하는 군인이 있어요. 훌륭한 것은 그들 사이의 관계가 발전하는 것을 당신이 볼 수 있다는 것입니다." 그는 덧붙였다. "그는 사무실에 앉아 명령을 내리는 것과 반대로 캡틴이 스스로 그의 계급을 얻기 때문에 캡틴을 존경하고 존중합니다." 조 루소는 로저스의 편으로 반즈가 들어오는 것이 윌슨에게 로저스와 만든 역동성과 관계에 대해 질문하게 만든다고 말했다.
- 돈 치들 - 제임스 로즈 / 워 머신

스타크와 연합한 어벤저로 워 머신 아머를 운용하는 미국 공군 장교이다. 치들은 로즈가 영화에 등장하는 것에 대해 그의 이전 등장과 달리 "조금 더 긴장되고 중심적"이라고 말했다.
- 제러미 레너 - 클린트 바턴 / 호크아이

궁술의 달인으로 로저스와 연합한 인물로, 은퇴한 어벤저이자 쉴드 요원이다. 호크아이가 로저스의 편을 든 것에 대한 이유에 대해 레너는 "캡틴이 저를 처음 부른 남자였습니다. 이를 끝내고 가족이 있는 집으로 가자고요."라고 말했다. 그는 퀵실버가 어벤져스: 에이지 오브 울트론에서 바튼을 구하기 위해 자신을 희생하였기 때문에 그와 남매 사이인 스칼렛 위치의 편을 들어야 한다는 의무를 느꼈을 수도 있다고 말했다. 그와 바튼이 마블 시네마틱 유니버스에 어떻게 맞춰졌는 지에 대해 레너는 "저는 앙상블이 될 수 있어서 행복합니다. 저는 어떤 수단을 동원해서라도 단독 영화를 찍는 것에 스크래치를 내거나 상처를 내지 않습니다. 제가 생각하기에 바튼은 다른 사람들의 세계관에서 뛰놀 수 있는 유용한 인물입니다"라고 말했다.
- 채드윅 보즈먼 - 트찰라 / 블랙 팬서

아프리카 국가인 와칸다의 국왕으로 스타크와 연합한 인물이다. 케빈 페이지는 "제3자가 필요했다. 우리는 어벤져스와 연관이 없고 토니나 스티브와는 전혀 다른 관점을 인물이 필요했기 때문에" 이 인물을 포함시켰다고 설명했다. 트찰라는 블랙 팬서 역할의 시작 단계로 카메오보다는 더 많이 등장하며 그의 성격은 "그가 찾고 있는 그의 사람들과 내적 갈등"을 탐험하는 것이다.
- 엘리자베스 올슨 - 완다 막시모프 / 스칼렛 위치
- 폴 베타니 - 비전 역
- 폴 러드 - 스콧 랭 / 앤트맨 역
- 톰 홀랜드 - 피터 파커 / 스파이더맨 역
- 에밀리 밴캠프 - 샤론 카터 역
- 프랭크 그릴로 - 브록 럼로 / 크로스본스 역
- 다니엘 브륄 - 헬무트 지모 역
- 마틴 프리먼 - 에버렛 로스 역
- 윌리엄 허트 - 선더볼트 로스 역

## 한국판 성우진
- 임채헌 - 스티브 로저스 / 캡틴 아메리카(크리스 에반스)
- 홍시호 - 토니 스타크 / 아이언맨(로버트 다우니 주니어)
- 윤용식 - 헬무트 제모(다니엘 브륄)
- 소연 - 나타샤 로마노프 / 블랙  위도우(스칼렛 요한슨)
- 박영재 - 샘 윌슨 / 팔콘(앤서니 매키)
- 조현정 - 샤론 카터(에밀리 반캠프)
- 정승욱 - 선더볼트 로스(윌리엄 허트)
- 유호한 - 비젼(폴 베타니)
- 정성훈 - 버키 반즈 / 원터 솔져(세바스티안 스탄)
- 이호산 - 티찰라 / 블랙팬서(채드윅 보즈먼)
- 김승태 - 제임스 로드 / 워 머신(돈 치들)
- 유동균 - 클린트 바튼 / 호크아이(제레미 레너) / 티차카(존 가니)
- 장민혁 - 스캇 랭 / 앤트맨(폴 러드)
- 심규혁 - 피터 파커 / 스파이더맨(톰 홀랜드)
- 문남숙 - 완다 / 스칼렛 위치(엘리자베스 올슨)
- 김하영 - 프라이데이(케리 콘던)
- 정주원 - 에버렛(마틴 프리먼)
- 최한 - 브록 럼로우(프랭크 그릴로)
- 안현서 - 마리아 스타크(호프 데이비스)
- 이지현 - 메이 파커(머리사 토메이)
- 원호섭 - 하워드 스타크(존 슬래터리)
- 천지선 - 흑인 여자(알프레 우다르)
- 이인석 - 럼로우의 부하(아론 토니)
- 신범식 - 럼로우의 부하(케일 슐츠)